# Paralephana descarpentriesi
Paralephana descarpentriesi là một loài bướm đêm trong họ Noctuidae.